# European Masters Cup
Der European Masters Cup (EMC) war ein Tischtenniswettbewerb für die weltbesten Einzelspieler. Er wurde von 1991 bis 1998 durchgeführt.

## Beschreibung
Initiiert und veranstaltet wurde der EMC vom Deutschen Tischtennis-Bund DTTB und vom Europäischen Tischtennisverband ETTU auf Betreiben des deutschen Sportwartes Eberhard Schöler und des DTTB-Präsidenten Hans Wilhelm Gäb. Die reine Herren-Veranstaltung sollte ab 1991 jährlich stattfinden und war zunächst für 5 Jahre geplant. Nach der achten Durchführung 1998 wurde das Turnier aufgegeben zugunsten der neuen Veranstaltung German Open.
Eingeladen wurden die 12 besten Spieler gemäß der jeweiligen Weltrangliste. Die Teilnehmer wurden in vier Vorrundengruppen mit je drei Spielern gelost. Der Letzte jeder Gruppe schied aus, die beiden Ersten gelangten ins Viertelfinale, wo es im K.-o.-System weiterging.

## Geschichte

### 1991 Bonn
Die erste Veranstaltung fand vom 27. bis 29. September 1991 in der Bonner Hardtberghalle statt. Mit Hilfe von Sponsoren aus der Wirtschaft wurde ein Preisgeld von 100.000 US-Dollar ausgeschüttet. Jeder Sieger einer Vorrundengruppe erhielt 5.000 Dollar, hinzu kamen 25.000 Dollar für den Gesamtsieger, 12.500 Dollar für den Zweiten, 7.500 Dollar für die beiden Drittplatzierten, 5.000 Dollar für die vier Verlierer des Viertelfinales sowie 2.000 Dollar für jeden restlichen Spieler.
Es siegte der Schwede Jan-Ove Waldner. Zur Enttäuschung der Veranstalter verfolgten lediglich insgesamt 3.400 Zuschauer die Spiele. Im Vorfeld abgesagt hatten der Olympiasieger Yoo Nam-kyu (Südkorea) und Li Gun Sang (Nordkorea), dafür rückte Lupelescu nach.
Jörg Roßkopf besiegte in der Vorgruppe Gatien und Lindh und schaltete dann im Viertelfinale Chen Xinhua aus. Im Halbfinale war er gegen Waldner ohne Chance. Steffen Fetzner erreichte nach einem Sieg gegen Primorac und einer Niederlage gegen Waldner das Viertelfinale, wo er gegen Grubba ausschied.
| Platz | Spieler                    | Weltrangliste Aug.1991 | Preisgeld Dollar | Anmerkung           |
| ----- | -------------------------- | ---------------------- | ---------------- | ------------------- |
| 1.    | Jan-Ove Waldner (SWE)      | 2.                     | 30.000           | Sieger in Gruppe 2  |
| 2.    | Jean-Philippe Gatien (FRA) | 6.                     | 12.500           |                     |
| 3.    | Jörg Roßkopf (GER)         | 10.                    | 12.500           | Sieger in Gruppe 4  |
| 3.    | Andrzej Grubba (POL)       | 3.                     | 12.500           | Sieger in Gruppe 3  |
| 5.    | Mikael Appelgren (SWE)     | 8.                     | 5.000            |                     |
| 5.    | Jörgen Persson (SWE)       | 1.                     | 10.000           | Sieger in Gruppe 1  |
| 5.    | Chen Xinhua (ENG / CHN)    | 16.                    | 5.000            |                     |
| 5.    | Steffen Fetzner (GER)      | 32.                    | 5.000            |                     |
| 9.    | Jean-Michel Saive (BEL)    | 14.                    | 2.000            | Letzter in Gruppe 1 |
| 9.    | Zoran Primorac (YUG)       | 15.                    | 2.000            | Letzter in Gruppe 2 |
| 9.    | Ilija Lupulesku (YUG)      | 22.                    | 2.000            | Letzter in Gruppe 3 |
| 9.    | Erik Lindh (SWE)           | 17.                    | 2.000            | Letzter in Gruppe 4 |

### 1992 Karlsruhe
Die zweite Veranstaltung fand vom 12. bis 13. September 1992 in der Karlsruher Europahalle statt. Diesmal stand ein Preisgeld von 150.000 DM zur Verfügung. Jeder Sieger einer Vorrundengruppe erhielt 7.000 DM, hinzu kamen 40.000 DM für den Gesamtsieger, 20.000 DM für den Zweiten, 12.000 DM für die beiden Drittplatzierten, 7.000 DM für die vier Verlierer des Viertelfinales sowie 2.500 DM für jeden restlichen Spieler.
Erneut siegte Jan-Ove Waldner. Jörg Roßkopf sagte wegen einer Verletzung seine Teilnahme ab, dafür wurde Erik Lindh nachträglich eingeladen.
Parallel zum Herrenturnier fand ein Einladungsturnier für Damen statt. Hier wurden 10.000 DM an Preisgeldern ausgeschüttet.
Im Rahmen des Versuches, Tischtenniswettkämpfe zu verkürzen und somit attraktiver zu machen, begannen alle Sätze beim Stand von 5:5.
| Platz | Spieler                    | Weltrangliste Juli 1992 | Preisgeld DM | Anmerkung           |
| ----- | -------------------------- | ----------------------- | ------------ | ------------------- |
| 1.    | Jan-Ove Waldner (SWE)      | 2.                      | 47.000       | Sieger in Gruppe A  |
| 2.    | Jean-Michel Saive (BEL)    | 6.                      | 20.000       |                     |
| 3.    | Erik Lindh (SWE)           | 18.                     | 19.000       | Sieger in Gruppe D  |
| 3.    | Jörgen Persson (SWE)       | 3.                      | 19.000       | Sieger in Gruppe C  |
| 5.    | Andrzej Grubba (POL)       | 4.                      | 7.000        |                     |
| 5.    | Mikael Appelgren (SWE)     | 16.                     | 14.000       | Sieger in Gruppe B  |
| 5.    | Zoran Primorac (CRO)       | 14.                     | 7.000        |                     |
| 5.    | Chen Xinhua (ENG)          | 13.                     | 7.000        |                     |
| 9.    | Carl Prean (ENG)           | 21.                     | 2.500        | Letzter in Gruppe A |
| 9.    | Steffen Fetzner (GER)      | 27.                     | 2.500        | Letzter in Gruppe C |
| 9.    | Kim Taek-soo (KOR)         | 8.                      | 2.500        | Letzter in Gruppe D |
| 9.    | Jean-Philippe Gatien (FRA) | 1.                      | 2.500        | Letzter in Gruppe B |

Im Einladungsturnier für Damen traten vier Spielerinnen an.
| Platz | Spielerin                | Preisgeld DM |
| ----- | ------------------------ | ------------ |
| 1.    | Csilla Bátorfi (HUN)     | 5.000        |
| 2.    | Bettine Vriesekoop (NED) | 3.000        |
| 3.    | Olga Nemes (GER)         | 1.000        |
| 4.    | Nicole Struse (GER)      | 1.000        |

### 1993 Hannover
Die dritte Veranstaltung fand vom 11. bis 12. September 1993 in der Stadionsporthalle von Hannover statt. Ausrichter war der Verein TTC Helga Hannover mit seinem Manager Uwe Rehbein. Diesmal stand ein Preisgeld von 120.000 DM zur Verfügung. Dieses wurde nach einem festen Schlüssel gemäß der Platzierung festgelegt, für einen Gruppensieg gab es keine Sonderprämie. Mehr als 5.000 Zuschauer wurden gezählt.
Erstmals siegte Jörg Roßkopf, obwohl er mit einem Fehlstart begann: Das erste Spiel verlor er gegen Jean-Michel Saive mit 0:3. Im zweiten Spiel lag er gegen Erik Lindh mit 0:2 Sätzen zurück und stand kurz vor dem Ausscheiden. Aber er schaffte die Wende und gewann noch mit 3:2. Peter Franz überstand die Gruppenspiele, unterlag dann aber im Viertelfinale gegen Roßkopf. Richard Prause wurde als Ersatz für Steffen Fetzner nominiert. Er wurde in Gruppe B sieglos Letzter.
| Platz | Spieler                    | Weltrangliste August 1993 | Preisgeld DM | Anmerkung           |
| ----- | -------------------------- | ------------------------- | ------------ | ------------------- |
| 1.    | Jörg Roßkopf (GER)         | 8.                        | 40.000       |                     |
| 2.    | Peter Karlsson (SWE)       | 11.                       | 23.000       | Sieger in Gruppe B  |
| 3.    | Jean-Philippe Gatien (FRA) | 2.                        | 13.000       |                     |
| 3.    | Jean-Michel Saive (BEL)    | 3.                        | 10.000       | Sieger in Gruppe C  |
| 5.    | Peter Franz (GER)          | 52.                       | 8.000        | Sieger in Gruppe D  |
| 5.    | Zoran Primorac (CRO)       | 15.                       | 8.000        |                     |
| 7.    | Jan-Ove Waldner (SWE)      | 1.                        | 5.000        | Sieger in Gruppe A  |
| 7.    | Andrzej Grubba (POL)       | 10.                       | 5.000        |                     |
| 9.    | Chen Xinhua (ENG)          | 14.                       | 2.000        | Letzter in Gruppe A |
| 9.    | Richard Prause (GER)       | 114.                      | 2.000        | Letzter in Gruppe B |
| 9.    | Erik Lindh (SWE)           | 18.                       | 2.000        | Letzter in Gruppe C |
| 9.    | Jörgen Persson (SWE)       | 7.                        | 2.000        | Letzter in Gruppe D |

### 1994 Hameln
Die vierte Veranstaltung fand vom 10. bis 11. September 1994 in der Rattenfängerhalle von Hameln statt. Ausrichter war der Verein TSV Blau-Weiß Schwalbe Tündern. Wieder stand ein Preisgeld von 120.000 DM zur Verfügung. Etwa 3.000 Zuschauer besuchten die Veranstaltung.
Überlegen gewann der Weltranglisten-Erste Jean-Michel Saive das Turnier. Er verlor nur einen einzigen Satz (gegen Grubba). Fetzner und Franz wurden vom Deutschen Tischtennis-Bund DTTB per wildcard eingeladen. Sie überstanden die Gruppenspiele nicht. Fetzner verlor gegen Waldner und Grubba, Franz scheiterte an Saive und Persson. Lediglich Roßkopf konnte sich wegen des besten Satzverhältnisses in Gruppe D durchsetzen, wo alle drei Aktive je ein Spiel gewannen und ein Spiel verloren. Roßkopf besiegte Chen Xinhua und unterlag Gatien. Im Viertelfinale verlor er gegen Grubba in drei Sätzen.
| Platz | Spieler                    | Weltrangliste August 1994 | Preisgeld DM | Anmerkung           |
| ----- | -------------------------- | ------------------------- | ------------ | ------------------- |
| 1.    | Jean-Michel Saive (BEL)    | 1.                        | 43.000       | Sieger in Gruppe A  |
| 2.    | Peter Karlsson (SWE)       | 8.                        | 23.000       | Sieger in Gruppe C  |
| 3.    | Jan-Ove Waldner (SWE)      | 2.                        | 13.000       | Sieger in Gruppe B  |
| 3.    | Andrzej Grubba (POL)       | 10.                       | 10.000       |                     |
| 5.    | Jörg Roßkopf (GER)         | 11.                       | 8.000        | Sieger in Gruppe D  |
| 5.    | Jörgen Persson (SWE)       | 13.                       | 5.000        |                     |
| 5.    | Chen Xinhua (ENG)          | 14.                       | 5.000        |                     |
| 5.    | Patrick Chila (FRA)        | 28.                       | 5.000        |                     |
| 9.    | Jean-Philippe Gatien (FRA) | 7.                        | 2.000        | Letzter in Gruppe D |
| 9.    | Zoran Primorac (CRO)       | 5.                        | 2.000        | Letzter in Gruppe C |
| 9.    | Steffen Fetzner (GER)      | 31.                       | 2.000        | Letzter in Gruppe B |
| 9.    | Peter Franz (GER)          | 43.                       | 2.000        | Letzter in Gruppe A |

### 1995 Hameln
Auch die fünfte Veranstaltung fand vom 8. bis 10. September 1995 in der Rattenfängerhalle von Hameln statt. Ausrichter war der Verein TSV Blau-Weiß Schwalbe Tündern. Wieder stand ein Preisgeld von 120.000 DM zur Verfügung. Etwa 4.500 Zuschauer besuchten die Veranstaltung.
Diesmal wurde erstmals an drei Tagen gespielt. Grund war die Einführung einer zusätzlichen Qualifikationsrunde am ersten Tag. In dieser spielten 16 Herren um zwei freie Plätze im Hauptturnier.
Die Einladung der Teilnehmer erfolgte nach der Platzierung in der Europarangliste, abweichend davon wurden Wildcards vergeben an Lars Hielscher (deutscher Jugendmeister), Richard Prause, Alexei Smirnow und Kong Linghui (amtierender Weltmeister).

#### Qualifikationsturnier
Das Qualifikationsturnier wurde in vier Vierergruppen durchgeführt. Die beiden Gruppenersten spielten im Viertelfinale gegeneinander, die vier Sieger gelangten ins Halbfinale. Dessen Gewinner Richard Prause und Călin Creangă waren für das Hauptturnier qualifiziert. Ausgeschieden waren Philippe Saive, Erik Lindh, Lars Hielscher, Mikael Appelgren, Trinko Keen, Steffen Fetzner, Alexei Smirnow, Yang Min, Lucjan Błaszczyk, Dmitri Masunow, Patrick Chila, Thierry Cabrera und Petr Korbel.
Lars Hielscher unterlag in Gruppe A Călin Creangă, Philippe Saive und Erik Lindh jeweils in zwei Sätzen und kam so auf den letzten Platz. Steffen Fetzner belegte in Gruppe B nur Platz 3. Er gewann gegen Alexei Smirnow und Trinko Keen, verlor jedoch gegen Mikael Appelgren.
Richard Prause konnte sich für das Hauptturnier qualifizieren. Er wurde Erster in Gruppe D nach Siegen über Petr Korbel und Patrick Chila sowie einer Niederlage gegen Thierry Cabrera. Danach schaltete er im Viertelfinale Lucjan Błaszczyk und im Halbfinale Philippe Saive aus.

#### Hauptturnier
Zum zweiten Mal nach 1993 gewann Jörg Roßkopf das Turnier. Er unterlag in Gruppe C Călin Creangă, gewann aber gegen Jörgen Persson mit 3:0. Im Viertelfinale setzte er sich gegen Zoran Primorac durch, ebenso im Halbfinale gegen Jean-Michel Saive. Das Endspiel gewann er gegen Jan-Ove Waldner in fünf Sätzen. Peter Franz wurde in Gruppe D nach Niederlagen gegen Wladimir Samsonow und Jean-Michel Saive Letzter. Auch Richard Prause blieb in Gruppe A gegen Zoran Primorac und Jan-Ove Waldner sieglos.
| Platz | Spieler                 | Weltrangliste September 1995 | Preisgeld DM | Anmerkung           |
| ----- | ----------------------- | ---------------------------- | ------------ | ------------------- |
| 1.    | Jörg Roßkopf (GER)      | 8.                           | 40.000       |                     |
| 2.    | Jan-Ove Waldner (SWE)   | 4.                           |              | Sieger in Gruppe A  |
| 3.    | Jean-Michel Saive (BEL) | 3.                           |              |                     |
| 3.    | Andrzej Grubba (POL)    | 19.                          |              |                     |
| 5.    | Zoran Primorac (CRO)    | 9.                           |              |                     |
| 5.    | Wladimir Samsonow (URS) | 16.                          |              | Sieger in Gruppe D  |
| 5.    | Kong Linghui (CHN)      | 2.                           |              | Sieger in Gruppe B  |
| 5.    | Călin Creangă (GRE)     | 39.                          |              | Sieger in Gruppe C  |
| 9.    | Richard Prause (GER)    | 62.                          |              | Letzter in Gruppe A |
| 9.    | Peter Karlsson (SWE)    | 12.                          |              | Letzter in Gruppe B |
| 9.    | Jörgen Persson (SWE)    | 14.                          |              | Letzter in Gruppe C |
| 9.    | Peter Franz (GER)       | 36.                          |              | Letzter in Gruppe D |

### 1996 Hameln
Die sechste Veranstaltung fand vom 6. bis 8. September 1996 zum dritten Mal in Folge in Hameln statt, diesmal in der Greuthalle. Wieder stand ein Preisgeld von 120.000 DM zur Verfügung.
Die Einladung der Teilnehmer erfolgte nach der Platzierung in der Europarangliste, abweichend davon wurden Wildcards vergeben an Peter Franz, Richard Prause und Kim Taek-soo (Korea).

#### Qualifikationsturnier
Das Qualifikationsturnier wurde im gleichen Modus wie 1995 durchgeführt. Für das Hauptturnier konnten sich Kalinikos Kreanga und Trinko Keen qualifizieren.
In der Qualifikation scheiterten die Deutschen Lars Hielscher (Niederlage gegen Werner Schlager und Philippe Saive, Sieg gegen den Italiener Yang Min), Richard Prause (Niederlage gegen Erik Lindh, Trinko Keen und Carl Prean) und Steffen Fetzner, der in Gruppe D Erster wurde (Sieg über Kalinikos Kreanga, Ding Yi und Magnus Molin), sich im Viertelfinale gegen Philippe Saive durchsetzte, im Halbfinale aber an Trinko Keen scheiterte.

#### Hauptturnier
Erstmals gewann Wladimir Samsonow das Turnier. Er besiegte im Endspiel Jean-Michel Saive. Kein Deutscher konnte sich für das Viertelfinale qualifizieren.
Jörg Roßkopf wurde in Gruppe B ohne Sieg Letzter hinter Jean-Michel Saive und Kalinikos Kreanga. Ebenso blieb Peter Franz in Gruppe D sieglos gegen Kim Taek-soo und Jan-Ove Waldner.
| Platz | Spieler                 | Weltrangliste September 1996 | Preisgeld DM | Anmerkung           |
| ----- | ----------------------- | ---------------------------- | ------------ | ------------------- |
| 1.    | Wladimir Samsonow (BLR) | 7.                           | 43.000       | Sieger in Gruppe C  |
| 2.    | Jean-Michel Saive (BEL) | 4.                           |              | Sieger in Gruppe A  |
| 3.    | Kim Taek-soo (KOR)      | 8.                           |              | Sieger in Gruppe D  |
| 3.    | Andrzej Grubba (POL)    | 16.                          |              | Sieger in Gruppe B  |
| 5.    | Patrick Chila (FRA)     | 18.                          |              |                     |
| 5.    | Jan-Ove Waldner (SWE)   | 5.                           |              |                     |
| 5.    | Zoran Primorac (CRO)    | 12.                          |              |                     |
| 5.    | Kalinikos Kreanga (GRE) | 19.                          |              |                     |
| 9.    | Trinko Keen (NED)       | 30.                          |              | Letzter in Gruppe A |
| 9.    | Jörg Roßkopf (GER)      | 6.                           |              | Letzter in Gruppe B |
| 9.    | Jörgen Persson (SWE)    | 15.                          |              | Letzter in Gruppe C |
| 9.    | Peter Franz (GER)       | 42.                          |              | Letzter in Gruppe D |

### 1997 Bensheim
Die siebente Veranstaltung fand vom 12. bis 14. September 1997 in Bensheim in der Weststadthalle statt. Wieder stand ein Preisgeld von 120.000 DM zur Verfügung, 40.000 DM für den Gesamtsieger, 3.000 DM Sonderpreis für jeden Gruppensieger. Enttäuscht zeigten sich die Veranstalter von der Zuschauerzahl, lediglich etwa 3.000 Interessierte besuchten die Veranstaltung.
Die Einladung der Teilnehmer erfolgte nach der Platzierung in der Europarangliste, abweichend davon wurden Wildcards vergeben an Peter Franz und Zoltan Fejer-Konnerth, zudem Timo Boll als Jugendeuropameister 1997. Alle bisherigen Sieger des EMC waren vertreten.
Zum dritten Mal nach 1993 und 1995 gewann Jörg Roßkopf das Turnier. Er besiegte im Endspiel Zoran Primorac.

#### Qualifikationsturnier
Von den 16 Teilnehmern des Qualifikationsturniers qualifizierten sich Danny Heister (NLD) und Lucjan Błaszczyk.
In der Qualifikation scheiterten die Deutschen Zoltan Fejer-Konnerth (Sieg über Philippe Saive und Mikael Appelgren, Niederlage gegen Dmitri Masunow), Richard Prause (Sieg über Carl Prean und He Zhiwen, Niederlage gegen Vasile Florea) sowie Timo Boll (Niederlagen gegen Christophe Legoût, Peter Karlsson und Matthew Syed). Der 16-jährige Boll wirkte müde nach seinem Einsatz drei Tage vorher beim Europaligaspiel gegen Polen.

#### Hauptturnier
Jörg Roßkopf wurde in Gruppe 2 ungeschlagen Erster vor Zoran Primorac und Thomas von Scheele. Im Viertelfinale schaltete er Jean-Michel Saive aus, danach gewann er gegen Jan-Ove Waldner und erreichte das Endspiel.
Steffen Fetzner belegte in Gruppe 4 Platz zwei. Er verlor gegen Wladimir Samsonow und gewann gegen Patrick Chila. Im Viertelfinale schied er gegen Jan-Ove Waldner aus.
| Platz | Spieler                  | Weltrangliste August 1997 | Preisgeld DM | Anmerkung           |
| ----- | ------------------------ | ------------------------- | ------------ | ------------------- |
| 1.    | Jörg Roßkopf (GER)       | 10.                       | 43.000       | Sieger in Gruppe 2  |
| 2.    | Zoran Primorac (CRO)     | 8.                        | 20.000       |                     |
| 3.    | Jan-Ove Waldner (SWE)    | 1.                        | 13.000       | Sieger in Gruppe 1  |
| 3.    | Wladimir Samsonow (BLR)  | 3.                        | 13.000       | Sieger in Gruppe 4  |
| 5.    | Steffen Fetzner (GER)    | 30.                       | 5.000        |                     |
| 5.    | Jean-Michel Saive (BEL)  | 7.                        | 5.000        |                     |
| 5.    | Jörgen Persson (SWE)     | 15.                       | 8.000        | Sieger in Gruppe 3  |
| 5.    | Andrzej Grubba (POL)     | 17.                       | 5.000        |                     |
| 9.    | Danny Heister (NED)      | 34.                       | 2.000        | Letzter in Gruppe 1 |
| 9.    | Thomas von Scheele (SWE) | 41.                       | 2.000        | Letzter in Gruppe 2 |
| 9.    | Lucjan Błaszczyk (POL)   | 31.                       | 2.000        | Letzter in Gruppe 3 |
| 9.    | Patrick Chila (FRA)      | 21.                       | 2.000        | Letzter in Gruppe 4 |

### 1998 Aalen
Die achte Veranstaltung fand vom 11. bis 13. September 1998 in Aalen in der Greuthalle statt. Wieder stand ein Preisgeld von 120.000 DM zur Verfügung, 40.000 DM für den Gesamtsieger, 3.000 DM Sonderpreis für jeden Gruppensieger. Etwa 3.000 Zuschauer besuchten das Turnier.
Aufgrund von Wildcards waren Torben Wosik und Lars Hielscher dabei. Zoltan Fejer-Konnerth ersetzte Ilija Lupulesku, der im Vorfeld abgesagt hatte.
Sieger wurde Wladimir Samsonow vor Jean-Michel Saive.

#### Qualifikationsturnier
Von den 16 Teilnehmern des Qualifikationsturniers qualifizierten sich Peter Franz und Thomas von Scheele.
In der Qualifikation scheiterten die Deutschen Timo Boll (Sieg über Evgueni Shetinin und kampflos über Jörgen Persson, Niederlage gegen Petr Korbel), Zoltan Fejer-Konnerth (Sieg über Fredrik Håkansson, Niederlagen gegen Peter Franz und Vasile Florea), Torben Wosik (Sieg über Mikael Appelgren, Niederlagen gegen Philippe Saive und Matthew Syed) sowie Lars Hielscher (Niederlagen gegen Petr Korbel, Nicolas Chatelain und Thomas von Scheele).

#### Hauptturnier
Jörg Roßkopf belegte in Gruppe 4 Platz zwei. Er gewann gegen Trinko Keen und verlor gegen Zoran Primorac. Im Viertelfinale setzte er sich gegen Jan-Ove Waldner durch, scheiterte dann jedoch im Halbfinale am späteren Sieger Wladimir Samsonow.
Steffen Fetzner belegte in Gruppe 1 sieglos den letzten Platz hinter Wladimir Samsonow und Peter Karlsson.
Peter Franz siegte im Qualifikationsturnier, indem er zwar gegen Vasile Florea verlor, aber die Oberhand behielt gegen Zoltan Fejer-Konnerth, Fredrik Håkansson, Matthew Syed und Petr Korbel.
| Platz | Spieler                    | Weltrangliste Juni 1998 | Preisgeld DM | Anmerkung           |
| ----- | -------------------------- | ----------------------- | ------------ | ------------------- |
| 1.    | Wladimir Samsonow (URS)    | 1.                      | 43.000       | Sieger in Gruppe 1  |
| 2.    | Jean-Michel Saive (BEL)    | 7.                      | 23.000       | Sieger in Gruppe 2  |
| 3.    | Zoran Primorac (CRO)       | 2.                      | 13.000       | Sieger in Gruppe 4  |
| 3.    | Jörg Roßkopf (GER)         | 12.                     | 10.000       |                     |
| 5.    | Kalinikos Kreanga (GRE)    | 10.                     | 5.000        |                     |
| 5.    | Peter Karlsson (SWE)       | 16.                     | 5.000        |                     |
| 5.    | Jan-Ove Waldner (SWE)      | 4.                      | 8.000        | Sieger in Gruppe 3  |
| 5.    | Jean-Philippe Gatien (FRA) | 7.                      | 5.000        |                     |
| 9.    | Steffen Fetzner (GER)      | 37.                     | 2.000        | Letzter in Gruppe 1 |
| 9.    | Thomas von Scheele (SWE)   | 55.                     | 2.000        | Letzter in Gruppe 2 |
| 9.    | Peter Franz (GER)          | 41.                     | 2.000        | Letzter in Gruppe 3 |
| 9.    | Trinko Keen (NLD)          | 33.                     | 2.000        | Letzter in Gruppe 4 |